# Anolis dunni
Espèce
Synonymes
- Norops dunni (Smith, 1936)

Statut de conservation UICN

 LC  : Préoccupation mineure
Anolis dunni est une espèce de sauriens de la famille des Dactyloidae. 

## Répartition
Cette espèce est endémique du Guerrero au Mexique.

## Étymologie
Cette espèce est nommée en l'honneur de Emmett Reid Dunn.

## Publication originale
- Smith, 1936 : A New Anolis from Mexico. Copeia, vol. 1936, no 1, p. 9.